# Centre national de formation à la police judiciaire
Le Centre national de formation à la police judiciaire (CNFPJ) est une école de la Gendarmerie nationale française.
Créé en 1987, il est implanté au sein de l'école de gendarmerie de Fontainebleau (77) jusqu'à l'été 2015 où il est transféré au fort de Rosny à Rosny-sous-Bois, à la place de l'Institut de recherche criminelle de la Gendarmerie nationale (IRCGN) et du Service central de renseignement criminel (STRJD) qui ont eux-mêmes été transférés dans de nouveaux locaux à Pontoise dans le Val-d'Oise.
Le CNFPJ a vocation à former, parfois en lien avec l'université ou le monde de l'entreprise, des enquêteurs judiciaires en provenance essentiellement de la Gendarmerie nationale dans le cadre de stages d'enquêteur d'unité de recherches, de directeurs d'enquête complexe, de filature, de groupe d'observation et de surveillance, d'audition des mineurs victimes avec le protocole du NICHD, de techniciens en identification criminelle, de portraitistes, d'enquêteurs contre les atteintes à l'environnement et la santé publique, d'analystes criminels, d'enquêteurs patrimoniaux, d'enquêteurs en nouvelles technologies et informatique.
Chaque année 3 700 stagiaires sont accueillis pour une vingtaine de stages différents.